# Toledo (Uruguay)
Toledo es una ciudad de Uruguay perteneciente al departamento de Canelones ubicada dentro del Área Metropolitana de Montevideo. Es además sede del municipio homónimo.

## Geografía
La ciudad se encuentra ubicada al sur del departamento de Canelones, sobre la costa norte del arroyo Toledo, límite con el departamento de Montevideo y en el km 22 de la ruta 6 en su intersección con la ruta 85.

## Historia
Su nombre proviene del santafecino Juan Gil de Toledo, soldado dragón y vecino de Montevideo, quien poseía tierras a orillas del arroyo que lleva su nombre. 
Desde 1750, se comenzaron a fraccionar terrenos, creándose chacras, casas de azoteas, pulperías y atahonas.
Toledo fue fundada el 17 de noviembre de 1889, elevada a la categoría de pueblo el 28 de mayo de 1928 y a la de ciudad el 24 de octubre de 1995 por ley 16.721.

## Población
En 2023, Toledo tenía 6520 habitantes permanentes, lo que representa un incremento promedio anual del 3.4% respecto a los 4397 habitantes registrados en el censo de 2011.
| Gráfica de evolución demográfica de Toledo entre 1975 y 2023 |
|                                                              |
| Fuente: INE - Instituto Nacional de Estadística, Uruguay.    |

## Principales rutas y carreteras
La ruta 33, rodea Toledo uniéndolo con la ciudad de Sauce atravesando los barrios: Villa Garín, La Capilla, Los Yuyos, Toledo Chico, entre otros.
La ruta nacional 6 que nace en el kilómetro cero de Montevideo, atraviesa Toledo y lo conecta con ciudades de: Sauce, Santa Rosa y San Ramón.
En el km 27 de ruta 6 nace la ruta nacional 7 llegando a ciudades y pueblos como Tala, Migues, San Jacinto entre otras.
Sus principales avenidas son Avenida Hugo Méndez (antigua Diecisiete Metros), Avenida La Estación y Silvestre Guillén (frente a La Escuela Militar).

## Economía
Toledo se trata de una ciudad dormitorio, por lo que la mayoría de sus habitantes trabajan fuera de la ciudad, sobre todo en Montevideo. Otras fuentes laborales son las actividades agrícolas adyacentes a la ciudad, donde funcionan pequeños establecimientos de vegetales y viñedos, junto a ellos se encuentran bodegas que trabajan actualmente desarrollando en su mayoría vinos de alta calidad que se venden en el mercado nacional.

## Nacidos en Toledo
- Hugo Fontana, escritor y periodista.
- José María Giménez, futbolista.
- Jazzy Mel, músico
- Andy Elizabeth, Artista

- [David Javier Moncallo Zagazeta] chef cuisinier
- Miguel Aguiar, maestro culinario